# گری تاملین
گری تاملین (انگلیسی: Gary Tomlin؛ زادهٔ) فیلم‌نامه‌نویس، بازیگر، مدیر اجرایی تولید و تهیه‌کننده تلویزیونی اهل ایالات متحده آمریکا است.
از فیلم‌ها یا برنامه‌های تلویزیونی که وی در آن نقش داشته‌است می‌توان به بیمارستان عمومی، در جستجوی فردا، روزهای زندگی ما، سانتا باربارا، سانست بیچ، دنیایی دیگر اشاره کرد.